# Temu (sklep internetowy)
Temu – chiński sklep internetowy obsługiwany przez chińską firmę zajmującą się handlem elektronicznym PDD Holdings. Oferuje towary konsumpcyjne po bardzo obniżonych cenach, które w większości są wysyłane do konsumentów bezpośrednio z Chin.
Temu doświadczyło sporów prawnych, zwłaszcza związanych ze swoim rywalem Sheinem. Firmy były uwikłane w procesy sądowe dotyczące fałszywych reklam, naruszania praw autorskich i praktyk antykonkurencyjnych, których kulminacją były wzajemne pozwy, o oddalenie których obie strony wniosły później w październiku 2023, bez publicznego ujawnienia przyczyn i wyników. Temu spotkało się z oskarżeniami o nielegalną ingerencję w dostawców w toczącej się walce z Sheinem.

## Historia
Temu to globalna platforma e-commerce, która łączy konsumentów z milionami niezależnych producentów, marek i sprzedawców. Firma uruchomiona została w USA we wrześniu 2022 r., a na rynek europejski weszła w 2023 r. Obecnie działa w ponad 90 krajach w Ameryce Północnej i Południowej, Europie, na Bliskim Wschodzie, w Afryce, Azji i Oceanii.
W Polsce Temu rozpoczęło działalność w maju 2023 r. i od tego czasu odnotowuje stały wzrost zainteresowania. Zgodnie z najnowszym Temu Transparency Report, platforma miała 11,7 miliona aktywnych odbiorców miesięcznie (dane za grudzień 2024 r.) Co więcej, w 2024 r. Temu została najczęściej pobieraną darmową aplikacją na iPhone'a w Polsce – podała w raporcie AppStore firma Apple.
Temu organizowało szeroko zakrojone działania reklamowe, wyświetlając reklamy podczas Super Bowl w lutym 2024, co doprowadziło do wzrostu wyszukiwań strony marki.
Temu jest własnością i jest zarządzane przez PDD Holdings. Firma ta jest również właścicielem Pinduoduo, popularnej platformy handlu internetowego w Chinach. Spółka PDD Holdings została początkowo zarejestrowana na Kajmanach, a następnie w 2023 przeniosła swoją siedzibę do Dublina.
W lutym 2024 roku Temu wyemitowało wiele reklam podczas Super Bowl, oferując prezenty o łącznej wartości 15 milionów dolarów. W rezultacie firma odnotowała gwałtowny wzrost liczby wyszukiwań swojej nazwy i ruchu.
W marcu 2025 roku platforma zakupowa Temu po raz pierwszy wyprzedziła Allegro pod względem liczby użytkowników w Polsce. Z danych Mediapanel wynika, że z Temu korzystało w tym miesiącu 14,07 mln internautów (co stanowi 47,94% zasięgu), podczas gdy Allegro przyciągnęło 13,94 mln użytkowników (47,49% zasięgu). To wydarzenie zostało uznane za ważny moment w polskim handlu internetowym i dowód na dynamiczny wzrost popularności chińskiej platformy wśród polskich konsumentów. Przewaga Temu nad Allegro była szczególnie widoczna wśród kobiet i młodszych grup wiekowych, co może świadczyć o skutecznej strategii promocyjnej i atrakcyjności oferty.

### Sprawy sądowe związane z Shein
W grudniu 2022 Temu zostało pozwane przez konkurencyjną firmę Shein, twierdząc, że Temu zwerbowało wpływowe osoby w Internecie do „składania fałszywych i oszukańczych oświadczeń” na temat Shein w celu promowania własnych towarów. Temu pozwało później Shein w lipcu 2023, twierdząc, że Shein „zaangażował się w kampanię gróźb, zastraszania, fałszywych twierdzeń o naruszeniu i prób nałożenia bezpodstawnych kar karnych” na producentów odzieży, co do których uważa się, że współpracują z Temu. W sierpniu Shein zwrócił się do Sądu Najwyższego w Londynie o wydanie nakazu sądowego przeciwko Temu, utrzymując, że firma „odkryła tysiące przypadków”, w których sprzedawcy Temu kopiowali zdjęcia z jej aukcji. Shein zażądał usunięcia wszystkich postów naruszających zasady i zadośćuczynienia w wysokości co najmniej 100 000 funtów.
18 lipca 2023 Temu złożyło pozew federalny, oskarżając Shein o naruszenie amerykańskich przepisów antymonopolowych. Temu stwierdziło w akcie oskarżenia, że od 2022 Shein jest właścicielem ponad 75% amerykańskiego rynku modowego i wykorzystuje swoją dominację rynkową do wymuszania umów na wyłączność z producentami odzieży, ograniczając ich współpracę z Temu. Temu utrzymywało ponadto, że w maju 2023 Shein nakazał swoim 8338 producentom dostarczającym lub sprzedającym na ich platformie podpisanie umów na wyłączność dystrybucyjną, uniemożliwiających im oferowanie swoich produktów na platformie Temu lub sprzedawcom stowarzyszonym z Temu. Temu twierdzi, że ci producenci powiązani z Sheinem stanowią znaczną część, szacowaną na 70–80%, wszystkich sprzedawców oferujących produkty odzieżowe w USA, co prowadzi do wyższych cen, mniejszych opcji dla konsumentów i utrudnia rozwój amerykańskiego rynku mody.
W październiku 2023 Shein i Temu zwrócili się o oddalenie ich wzajemnych spraw bez uprzedzeń w Massachusetts i Illinois. Żadna ze spółek nie przedstawiła dalszych wyjaśnień ani tego, czy doszło do ugody. W grudniu 2023 Temu po raz kolejny pozwało Shein, zarzucając nielegalną ingerencję w swoich dostawców.

## Model biznesowy
Temu umożliwia sprzedawcom z Chin sprzedaż i wysyłkę bezpośrednio do klientów, bez konieczności polegania na pośrednich dystrybutorach w kraju docelowym, dzięki czemu produkty są tańsze. Niektórzy sprzedawcy oświadczyli, że Temu poprosiło ich o obniżenie cen, nawet do tego stopnia, że sprzedali przedmioty ze stratą. Temu oferuje bezpłatne towary niektórym użytkownikom, którzy skutecznie polecają nowych użytkowników za pośrednictwem kodów partnerskich, mediów społecznościowych i grywalizacji. Zakupów online w Temu można dokonać za pomocą przeglądarki internetowej lub poprzez specjalną aplikację mobilną. Temu prowadzi zakrojone na szeroką skalę kampanie reklamowe w Internecie na Facebooku i Instagramie.
Temu wymaga od swoich sprzedawców oferowania swoich produktów po cenach niższych niż te, które można znaleźć na AliExpress. Gdy wielu sprzedawców oferuje ten sam produkt, Temu autoryzuje tylko tego, który ma najniższą cenę. Artykuły niespełniające minimalnych wymagań sprzedażowych Temu (30 sztuk i 90 dolarów amerykańskich w 14 dni) są usuwane z platformy.
W 2024 r. Temu rozszerzyło możliwości współpracy z lokalnymi dostawcami, wprowadzając opcję „zrealizowane przez kupca”. Ta funkcja jest dostępna dla sprzedawców, którzy przechowują swoje produkty w lokalnych magazynach i zarządzają własną logistyką. Ponadto od końca 2024 r. Temu zaczęło otwierać swoją platformę dla lokalnych sprzedawców w Polsce. Jednym z pierwszych, którzy dołączyli, była Brand Distribution Group z regionu Podlasia.
Firma intensywnie reklamowała się w aplikacjach mobilnych i emitowała reklamy telewizyjne na Super Bowl LVIII, co przełożyło się na ich popularność. Badanie przeprowadzone przez Sensor Tower wykazało, że w ostatnim kwartale 2023 roku użytkownicy Temu spędzali w aplikacji średnio 23 minuty tygodniowo, w porównaniu z 18 minutami na Amazonie i 22 minutami na eBayu.
Temu – poza sprzedawcami – chętnie również nawiązuje współpracę z innymi lokalnymi podmiotami. W czerwcu 2025 r. firma zacieśniła partnerstwo z Pocztą Polską. Współpraca ma na celu poprawę jakości usług, zwiększenie niezawodności procesu logistycznego i zapewnienie zasięgu dostaw w całym kraju, a w konsekwencji podniesienie zadowolenia klientów z usług obydwu firm. 

## Nagrody
- 2024 – nagroda konsumentów Blix Awards w kategorii „Najlepsze promocje”. Wyróżnienie to zostało przyznane na podstawie badania opinii 1500 konsumentów, którzy oceniali najatrakcyjniejsze oferty promocyjne w różnych kategoriach handlu. Temu zdobyło uznanie użytkowników za intensywną politykę rabatową, niskie ceny i szeroki asortyment dostępny online. Nagroda Blix Awards jest jednym z ważniejszych wyróżnień w branży retail, ponieważ opiera się na rzeczywistych preferencjach zakupowych Polaków[26].
- 2024 – wyróżnienie w konkursie Retail Business Awards, organizowanym przez redakcję serwisu Wiadomości Handlowe. Platforma otrzymała nagrodę specjalną jako „Debiut Roku” za imponujące wejście na polski rynek e-commerce oraz dynamiczny rozwój i budowanie silnej pozycji wśród konkurencji. Jury doceniło innowacyjny model działania Temu, wykorzystujący bezpośrednie połączenie producent–konsument (D2C), a także skuteczną strategię marketingową, która szybko przyciągnęła miliony użytkowników w Polsce[27].